# 마라나오어
마라나오어(Maranao [ˈməranaw] Mëranaw) 는 필리핀 북라나오주와 남라나오주에서 마라나오족들에 의해 말해지는 오스트로네시아 언어이다. 필리핀 이외에 말레이시아 사바주에서도 발견된다.
이라눈은 한 때 방언으로 취급되었다.

## 음운
아래는 음성학적 특징을 포함한 마라나오어의 소리체계이다.

### 모음
|        | 전설 | 중설 | 후설 |
| ------ | ---- | ---- | ---- |
| 고모음 | ɪ    |      | u    |
| 중모음 |      | ə    | o    |
| 개모음 |      | a    |      |

### 자음
|        |        | 양순음 | 치음 | 치경음 | 경구개음 | 연구개음 | 성문음 |
| ------ | ------ | ------ | ---- | ------ | -------- | -------- | ------ |
| 비음   | 비음   | m      |      | n      |          | ŋ        |        |
| 파열음 | 무성   | p      |      | t      |          | k        | ʔ      |
| 파열음 | 강조   | p’     |      | t’     |          | k’       |        |
| 파열음 | 유성   | b      |      | d      |          | ɡ        |        |
| 마찰음 |        |        |      | s      |          |          |        |
| 마찰음 | 강조   |        |      | s’     |          | (h)      |        |
| 탄음   | 탄음   |        |      | ɾ      |          |          |        |
| 설측음 | 설측음 |        |      | l      |          |          |        |
| 접근음 | 접근음 | w      |      |        | j        |          |        |

#### 연구개 마찰음 [h]
로벨(2013)에 따르면, [h]는 몇몇 말레이어 차용어에서만 나타난다.
- tohan '신'
- tahon '점성술 기호'
- hadapan '(신의) 앞에서'

## 같이 보기
- 필리핀어군